# 리차드 리벌티니
리처드 리버티니(Richard Libertini, 1933년 5월 21일 ~ 2016년 1월 7일)는 미국의 배우, 성우이다.
케임브리지에서 태어났으며 로스앤젤레스에서 사망하였다. 사인은 암이다.

## 출연 작품
- 돌핀 테일 (2011년) - 모리 모턴 역
- 에브리바디 원츠 투 비 이탈리안 (2008년)
- 그랜파 포 크리스마스 (2007년)
- 그릴드 (2006년)
- 4번째 테너 (2002년)
- 더 디스트릭트 (2000년)
- 벤데타 (1999년)
- 밝게 빛나는 거짓말 (1998년)
- 리썰 웨폰 4 (1998년)
- 넬 (1994년) - 닥터 알렉산더 팰리 역
- 욕심쟁이 오리 아저씨-잃어버린 램프의 보물 (1990년)
- 허영의 불꽃 (1990년)
- 사랑의 기적 (1990년)
- 더 레몬 시스터스 (1989년)
- 사랑 길들이기 (1989년)
- 후레치 2 (1989년)
- 빅 트러블 (1986년)
- 후레치 (1985년)
- 내 사랑 다니엘라 (1984년)
- 두 영혼의 남자 (1984년)
- 세기의 거래 (1983년) - 마사지 역
- 쾌걸 매버릭 (1981년)
- 샤키 머신 (1981년)
- 뽀빠이 (1980년) - 지질 역
- 지참금 2백만불 (1979년)
- 천국의 나날들 (1978년)
- 아웃 오브 타우너스 (1970년)
- 캐치 22 (1970년)
- 폭소 대탈출 (1969년)
- 밍스키 (1968년)

### 텔레비전
- 로앤오더: 범죄 전담반 (1994-99)